# Jardin des Tarots

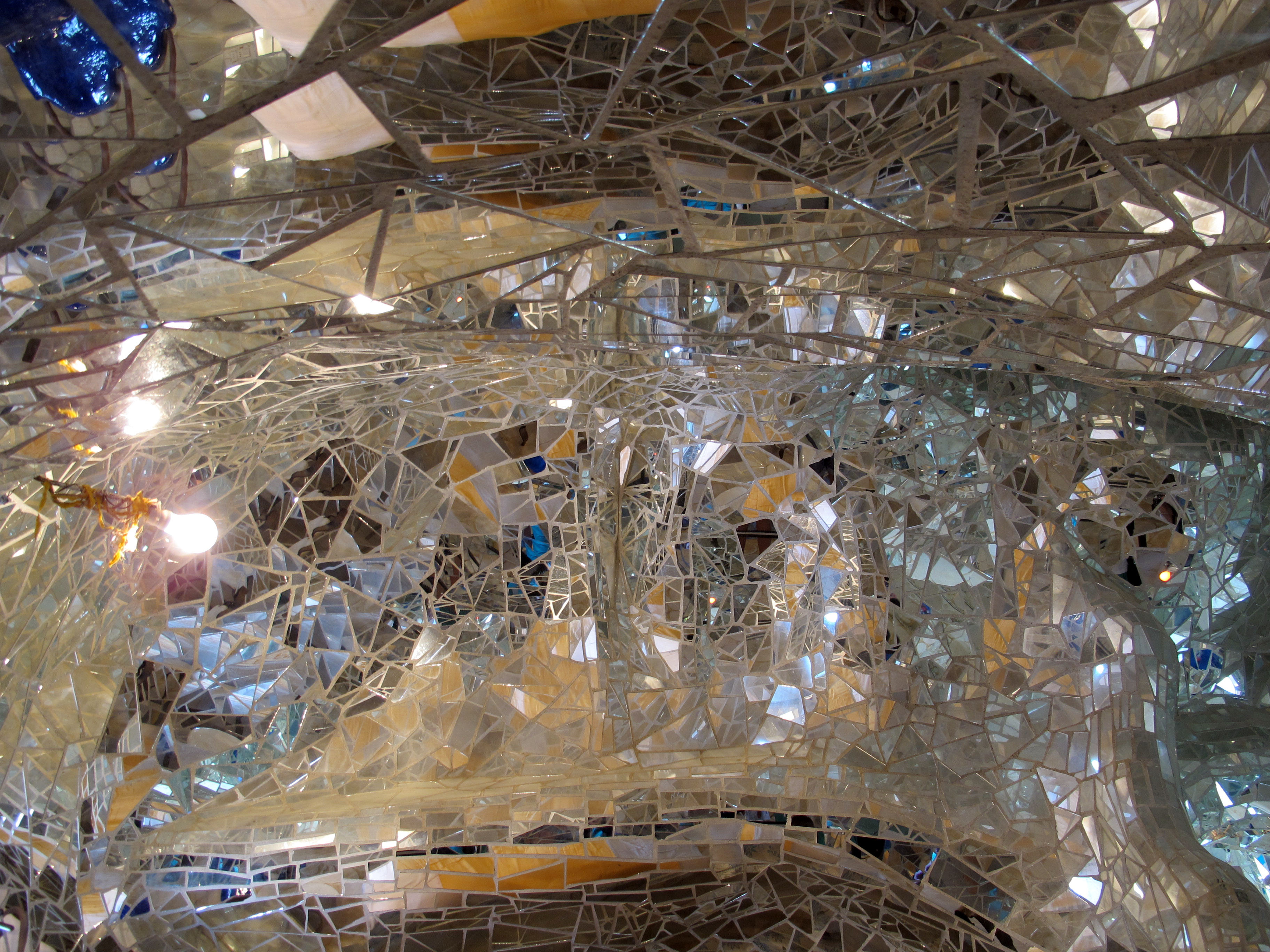
Mosaïque d'éclats de miroir.

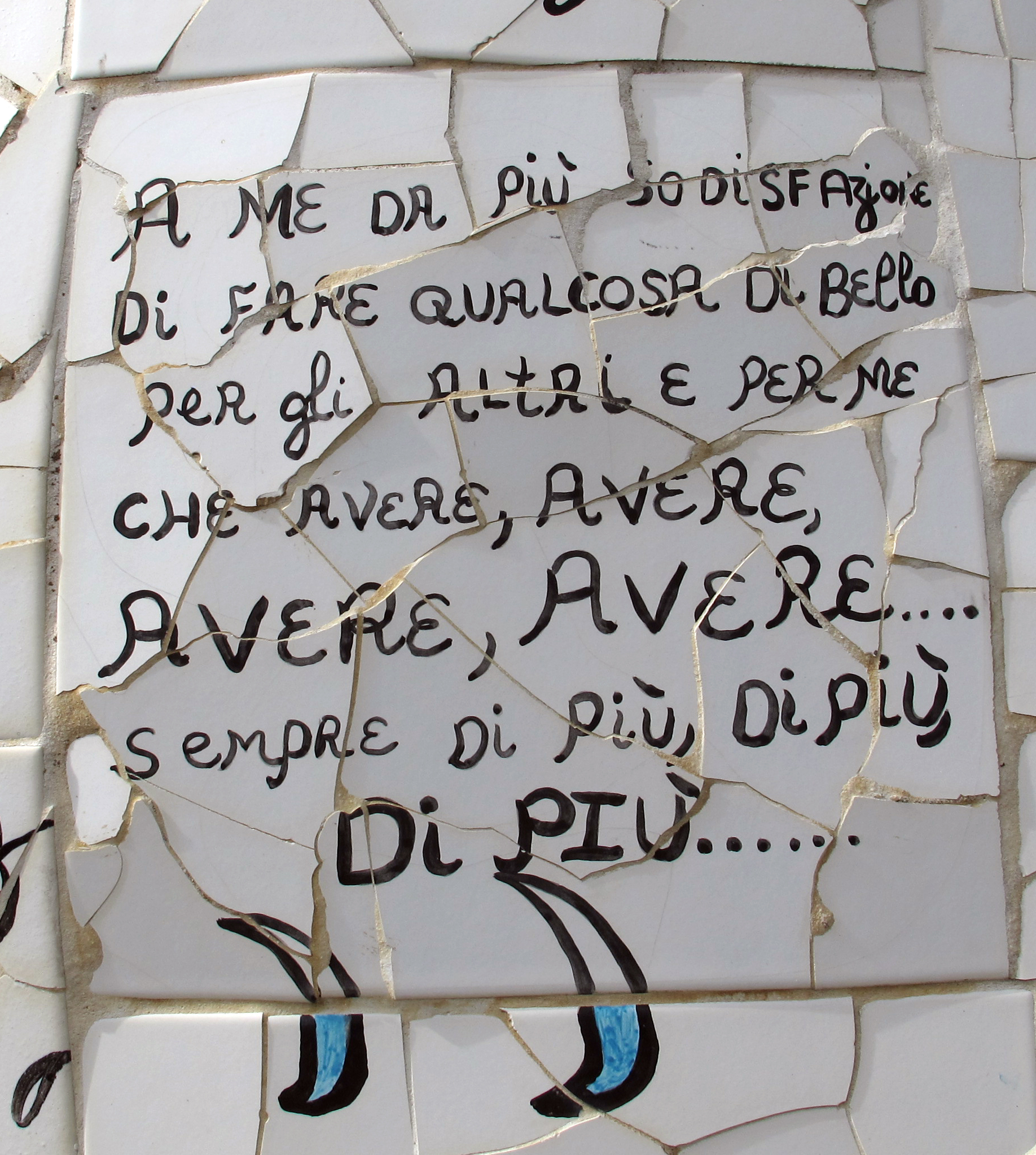
Citation de l'artiste.

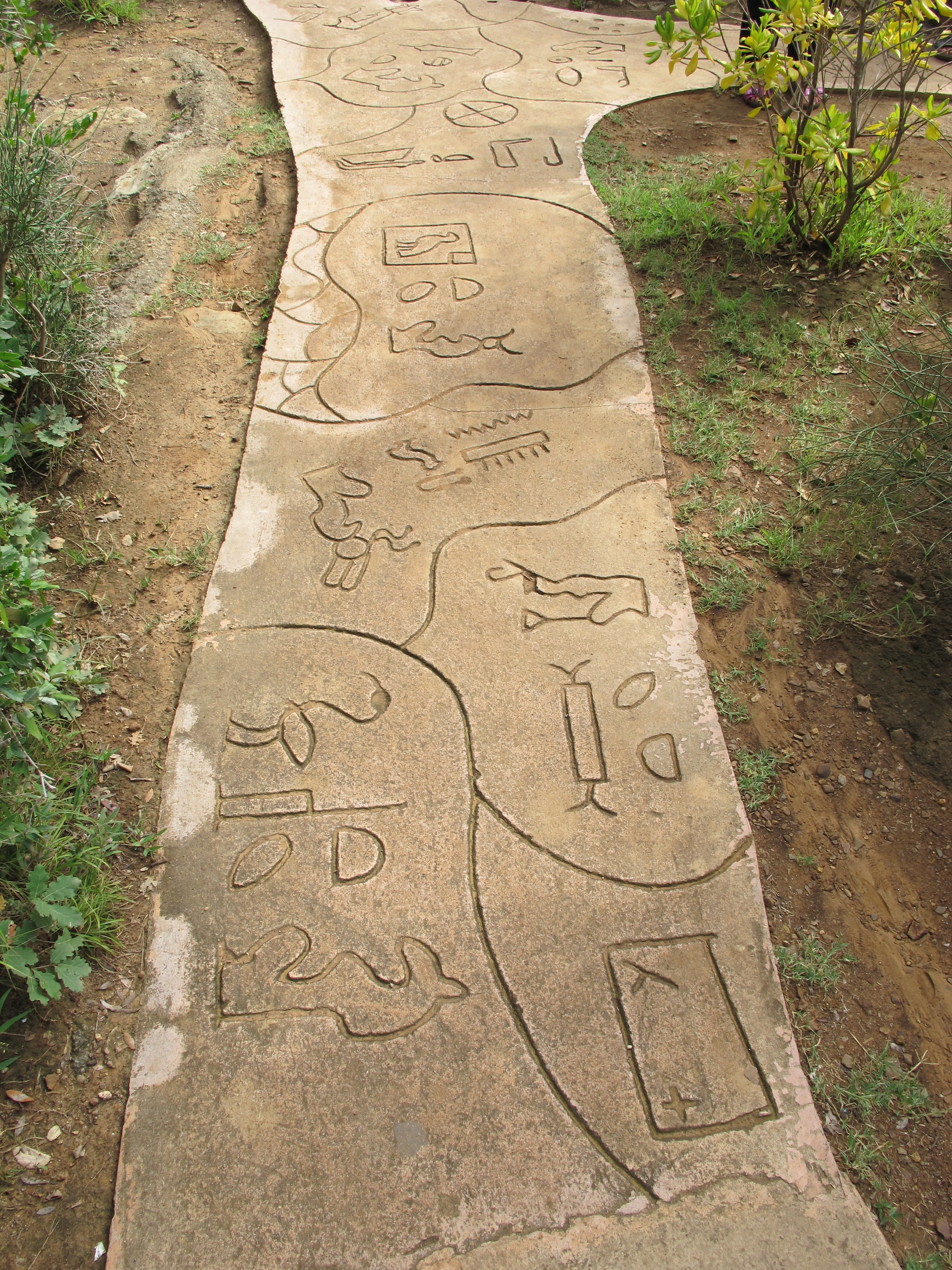
Chemin dessiné.

Le jardin des Tarots (Giardino dei Tarocchi) est un environnement d’art constitué de sculptures monumentales et situé à Garavicchio de Pescia Fiorentina, une frazione de Capalbio en province de Grosseto, en Toscane. Il a été créé par l'artiste française Niki de Saint Phalle (1930-2002).
Basé sur les vingt-deux arcanes du jeu de tarot, il a été réalisé entre 1979 et 1993. Construit avec la participation initiale du mari de l'artiste, le sculpteur Jean Tinguely (qui fit les structures), et avec l’aide de nombreux ouvriers, il fut ouvert au public en 1998.

## La réalisation
Le jardin, à forte composante ésotérique, comprend les vingt-deux arcanes majeures du tarot :
- le Magicien (avec sa main recouverte de miroirs, et dont l’intérieur de la tête a été peint par l’artiste anglais Alan Davie) ;
- la Grande Papesse (hommage aux Jardins de Bomarzo). Avec, au centre d’un bassin, la Roue de la Fortune et ses jets d’eau ;
- la Force (figure féminine dominant la force brutale d’un dragon) ;
- le Soleil (un oiseau posé sur un arc de cercle) ;
- la Mort, chevauchant un cheval ;
- le Diable, le Monde, le Fou ;
- le Pendu (situé à l’intérieur de l’arbre de vie) ;
- la Justice (figure féminine) ;
- l'Injustice (machine enfermée dans la Justice) ;
- les Amants (Adam et Ève en pique-nique) ;
- l’Ermite, La Tour ;
- l’Empereur (représenté à l’intérieur d’un château) ;
- la Luxure (une fontaine avec des femmes jouant dans l’eau) ;
- l’Impératrice (sculpture de 15m de hauteur dont l’intérieur est entièrement aménagé en appartement recouvert de mosaïque de miroirs - c’est ici qu’a vécu et travaillé Niki de Saint Phalle durant la réalisation du Jardin) ;
- le Chariot, l’Étoile, le Jugement ;
- la Lune et la Tempérance.

Ces « cartes » sont traduites en de très colorées et imposantes sculptures, dont certaines atteignent quinze mètres (et sont habitables), recouvertes de céramiques polychromes, de mosaïques de miroir, de verres précieux, réalisés avec l'aide d'artisans locaux.
Les sculptures ont été construites en béton recouvrant une armature métallique soudée à la main. Ceci rend, entre autres, ces maisons-sculptures, antisismiques. L'auteur ainsi que son mari y ont vécu une longue période et les ont expérimentées.
Un mur ceint le parc pour séparer les visiteurs de la réalité du paysage environnant. Le porche d'entrée circulaire est dû à l'architecte tessinois Mario Botta.
La construction du Jardin fut entièrement financée par la vente des autres réalisations artistiques de Niki de Saint-Phalle.

## Les influences
Avec la réalisation de son jardin fantastique, pendant plus de 20 ans, la sculptrice et peintre Niki De Saint Phalle concrétisa un de ses rêves de jeunesse.
Bien sûr, on ne peut manquer de relever les similitudes et références du Jardin des Tarots avec l’œuvre de l'architecte catalan Antoni Gaudí qu’elle découvrit en 1955 (et notamment du Parc Güell de Barcelone), ou avec celles du Parco dei Mostri (Parc des monstres) situé à Bomarzo.
Et, plus globalement, c’est avec les Environnements d’art populaire comme celui du Facteur Cheval que l’on peut y voir une parenté. Niki de Saint-Phalle écrivit à Jean Tinguely, évoquant le début de leur rencontre (après 1962) :

« Je te parlais de Gaudi et du Facteur Cheval que je venais de découvrir et dont j’avais fait mes héros : ils représentaient la beauté de l’homme, seul dans sa folie, sans aucun intermédiaire, sans musée, sans galeries. Je te provoquai en te disant que le Facteur Cheval était un bien plus grand sculpteur que toi. « Je n’ai jamais entendu parler de cet idiot, dis-tu. Allons le voir tout de suite. » Tu insistais. C’est ce que nous fîmes et la découverte de ce créateur marginal t’apporta une immense satisfaction. Tu fus séduit par la poésie et le fanatisme de ce petit postier qui avait réalisé son rêve immense et fou. »

— Lettre à Jean Tinguely, in Catalogue d’exposition, Musée d’Art moderne de la ville de Paris, 1993, p.153
Tous les deux, ils visitent ensuite les Watts Towers à Los Angeles. Ces découvertes amèneront la réalisation du Cyclope de Tinguely, et la mise en œuvre du Jardin des Tarots. Niki de Saint-Phalle parle de ces influences : 

« Ces œuvres m’ont profondément inspirée, alors qu’elles n’étaient pas considérées sérieusement par les autres artistes qui les voyaient comme du « Folk Art ». Je me suis identifié à elles, je me suis sentie moi aussi comme une outsider parmi les autres artistes. Je n’ai jamais suivi d’école d’art et je suis autodidacte. Je considère ces gens comme mes professeurs et mes maîtres et je me sens beaucoup plus proche d’eux que de mes contemporains. »

— Lettre à Barbara Freeman, 19 juillet 1991, citée par Carol S. Eliel et B. Freeman, in « Contemporary Artists and Outsider Art »

## L’ouverture au public

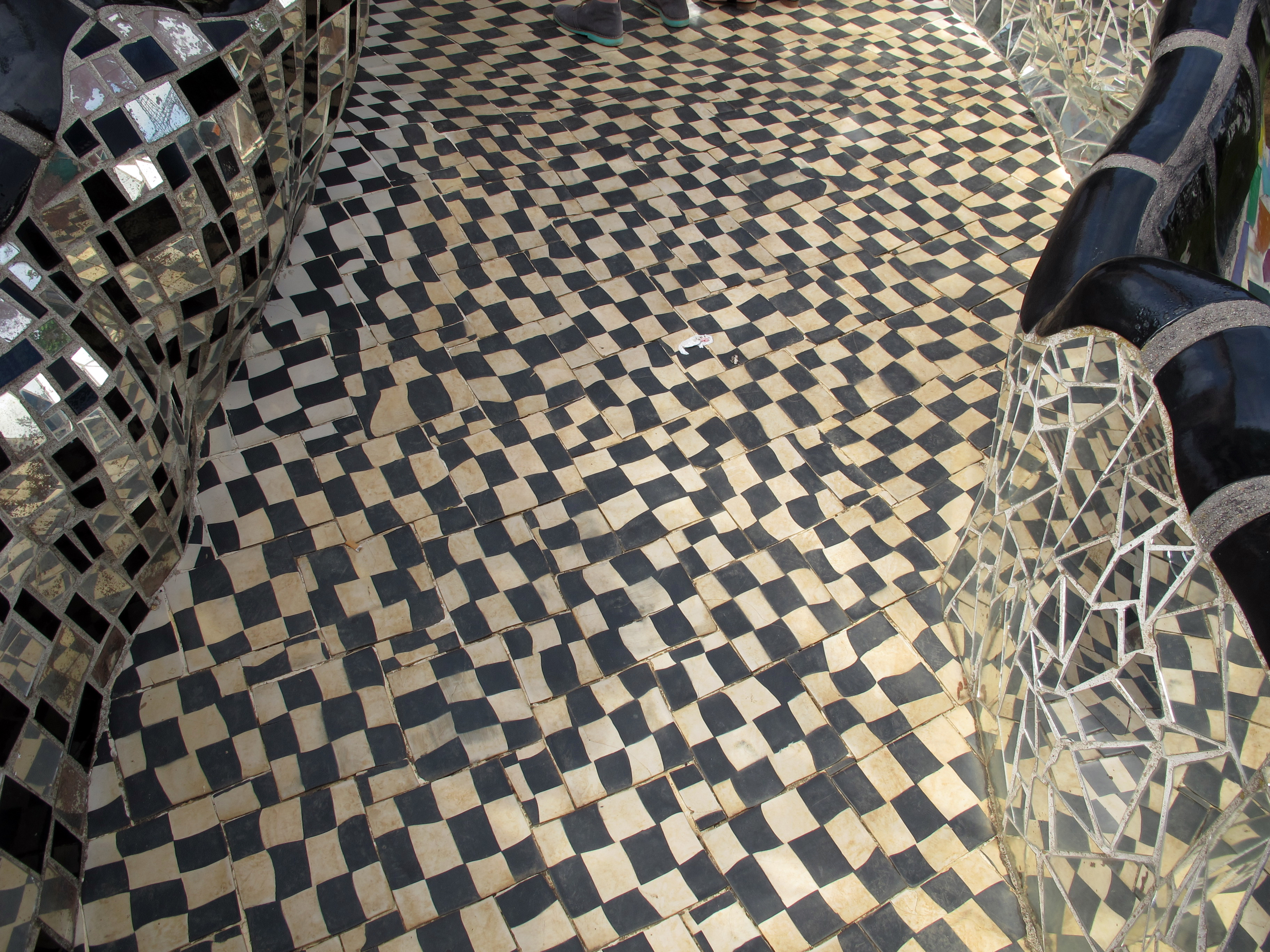
Motif de pavement.

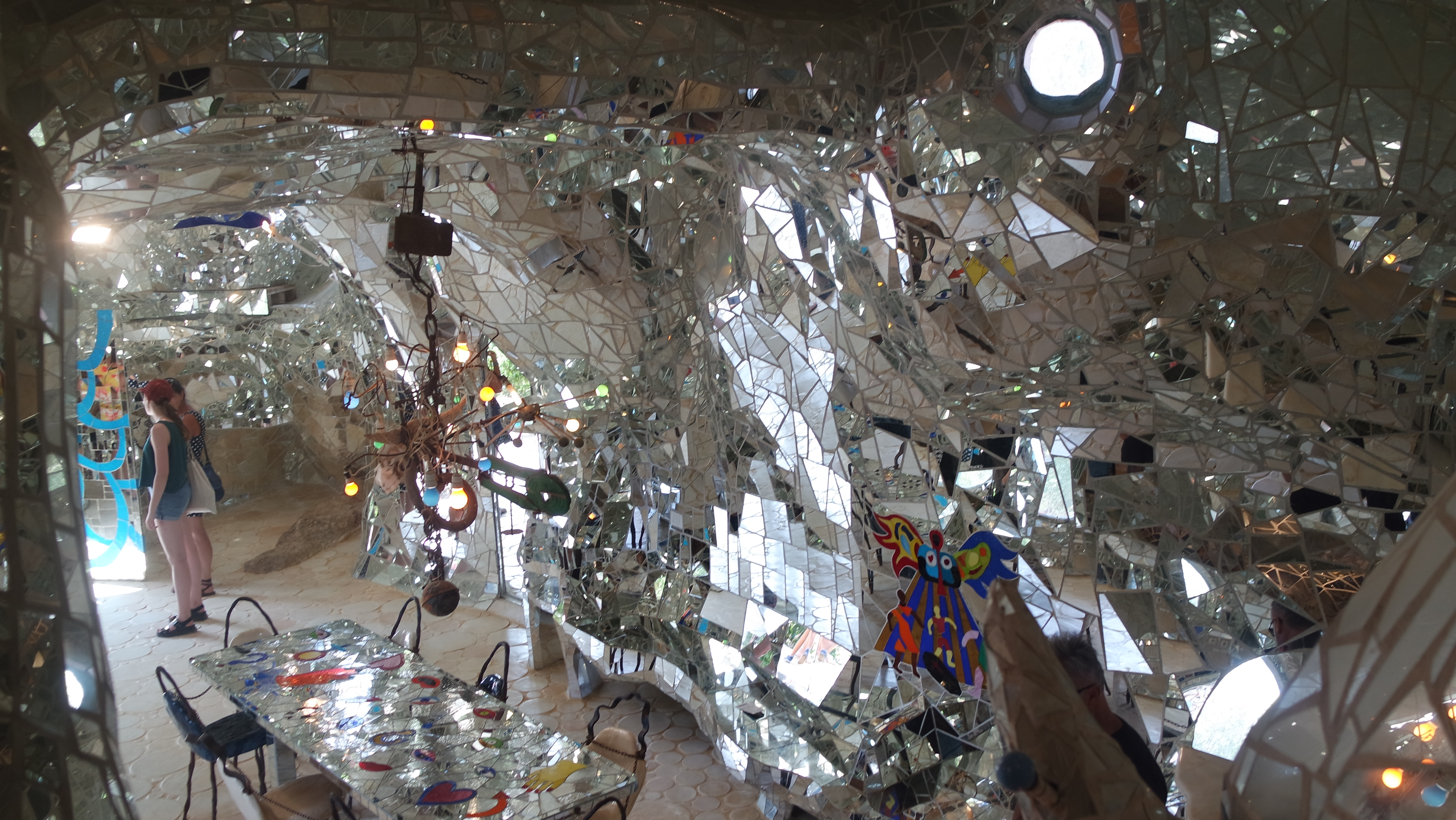
l’Empereur (interne).

Selon la volonté de Niki de Saint-Phalle, le jardin est actuellement géré par une fondation privée, la Fondation le Jardin des Tarots. Cette dernière gère les recettes afin de pallier les soins constants d'entretien que le parc nécessite. Conformément aux vœux de l'artiste, l'accès au parc est gratuit certains jours dans l'année, et peu de publicité est faite afin d'éviter un afflux massif de visiteurs, lui garantissant ainsi sa mystérieuse singularité.